# Dinka du Nord-Est
Pour les articles homonymes, voir Dinka.
Le dinka du Nord-Est (ou padang, dinka du Nil Blanc) est une langue nuer-dinka du Soudan du Sud parlée par les Dinka.

## Localisation
Le dinka du Nord-Est est parlé dans les comtés de Renk (en), Melut (en) et Baliet (en) de l'État du Nil Supérieur et dans les comtés de Fangak (en) et Khorfulus (en) de l'État de Jonglei,.

## Dialectes
Les dialectes suivants existent : abiliang (akoon, bawom, bowom, dinka ibrahim), ageer (abuya, ageir, ager, beer, niel, nyel, paloc, paloic), dongjol, luac (luaic), ngok-sobat (jok, ngork), rut, thoi,.

## Similarité lexicale
Le dinka du Nord-Est possède une similarité lexicale de 92 % avec le dinka du Nord-Ouest, de 88 % avec le dinka du Sud-Ouest et le dinka du Sud-Est et de  86 % avec le dinka du Sud-Central.

## Reconnaissance légale
Cette langue est reconnue en 2011 par la Constitution de transition du Soudan du Sud, dans l'article 6(1).

## Utilisation
Le dinka du Nord-Est est utilisé dans l'enseignement primaire et dans tous les domaines par des personnes de tous âges.

## Écriture
Le dinka du Nord-Est s'écrit grâce à l'alphabet latin.